# 公認心理士
もしかして
- 公認心理師

ではありませんか？